# Como duele (chanson de Luis Miguel)
Como duele est une chanson du chanteur mexicain Luis Miguel. Elle est sortie en tant que deuxième single de l'album Mis romances en février 2002. Elle a été écrite par le compositeur mexicain Armando Manzanero.

## Contexte
En 1991, Luis Miguel a sorti son huitième album studio, Romance, une collection de boléros classiques, le plus ancien datant des années 1940. Le disque, produit par Armando Manzanero et arrangé par Bebu Silvetti, a été un succès en Amérique latine et s'est vendu à plus de sept millions d'exemplaires dans le monde,. Il a ravivé l'intérêt pour le genre des boléros et a été le premier enregistrement d'un artiste hispanophone à être certifié or au Brésil, à Taiwan et aux États-Unis. Il a reçu une nomination aux Grammy pour le meilleur album de pop latine,. Son successeur, Segundo Romance, est sorti en 1994 ; Manzanero, Juan Carlos Calderón et Kiko Cibrian ont coproduit le disque avec Luis Miguel, qui a remporté un Grammy Award pour la meilleure performance de pop latine,. En 1997, Romances a été lancé, Luis Miguel et Manzanero coproduisant les arrangements de Silvetti ; il s'est vendu à plus de 4,5 millions d'exemplaires, remportant un autre Grammy pour la meilleure performance de pop latine,.
Au moment de la sortie de Romances, certains journalistes musicaux ont estimé que les albums boléros devenaient des formules. Achy Obejas, du Chicago Tribune, se demande combien de temps Luis Miguel « peut fouiller dans le sac des vieux et trouver un disque crédible » car elle sent qu'il commence à « glisser » dans le disque. De même, le critique musical du San Diego Union-Tribune, Ernesto Portillo Jr, tout en donnant un avis positif sur Romances, a remis en question la nécessité d'un troisième album dans la série car il a estimé que cela « diminue la spécificité » de Romance et Segundo Romance. Après Romances, Luis Miguel a sorti Amarte es un placer (1999), un disque avec du matériel original, et Vivo (2000), un album live,.
Le 28 septembre 2001, Luis Miguel a confirmé que son prochain album serait une autre collection de standards de boléro et qu'il contiendrait des compositions originales. Il a également annoncé que l'Orchestre philharmonique royal l'aiderait à réaliser les arrangements pour cordes,. Mis Romances a été enregistré à la Record Plant à Hollywood, en Californie, tandis que les sections de cordes ont été arrangées aux studios Abbey Road à Londres, en Angleterre, sous la direction de Nick Davies. Luis Miguel s'est occupé lui-même des productions de l'album. Il a ensuite tenu une conférence de presse le 30 novembre 2001 à la Casa Casuarina à Miami, en Floride, où il a affirmé que Mis Romances serait le quatrième disque d'une série de dix albums boléro.

## Accueil
L'album Mis romances comprend également deux compositions originales : Cómo Duele et Al Que Me Siga, composées respectivement par Armando Manzanero et Manuel Alejandro. Cómo Duele raconte l'histoire d'un narrateur qui souffre « à cause de ses manières égoïstes ». C'est le deuxième single de l'album, sorti en février 2002 ; il a atteint le sommet du hit-parade des Billboard Hot Latin Songs, devenant la quinzième chanson numéro un de Luis Miguel.
Un éditeur du magazine Latin Styles a écrit une critique positive de l'album : il a loué Luis Miguel pour avoir utilisé les arrangements pour cordes de l'Orchestre philharmonique royal et a qualifié Cómo Duele d'une des « compositions les plus puissantes » du disque.